# Stolica (góra)

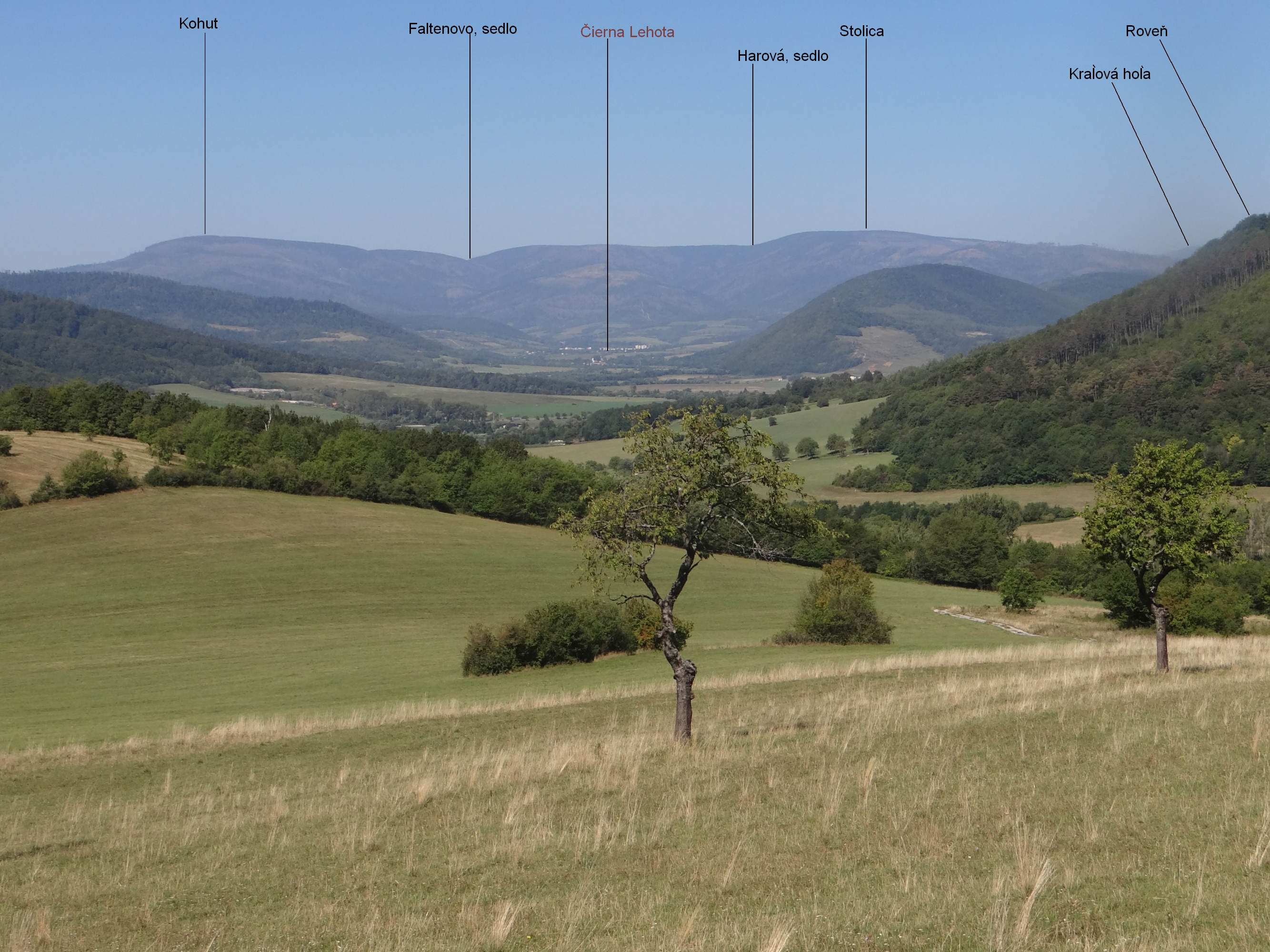
Widok z południowego wschodu (ze Štítnika)

Stolica (1476 m n.p.m.) – najwyższy szczyt Rudaw Gemerskich, a jednocześnie najwyższy szczyt całego Łańcucha Rudaw Słowackich.

## Położenie
Leży w północnej części grupy Gór Stolickich, wyróżnianej przez geografów słowackich w ramach Rudaw Gemerskich, ok. 12 km (w linii prostej) na północny wschód od miasta Revúca.

## Geologia i morfologia
Masyw Stolicy buduje potężny monolit granitowy, wydźwignięty tektonicznie spośród otaczających go łupków krystalicznych tzw. serii kohútskiej.
Masyw ma formę czteroramiennego rozrogu o dość rozległej, płaskiej wierzchowinie, którego ramiona przekształcają się następnie w długie i rozgałęzione grzbiety górskie. Na północnym zachodzie grzbiet opada bystro ku głębokiej przełęczy (Slanské sedlo, 1234 m), poza którą wznosi się szczyt Kyprov (1391 m). Na północnym wschodzie grzbiet – początkowo szeroki i łagodnie obniżający się – dzieli się następnie na szereg drobniejszych grzbietów porozdzielanych dolinami lokalnych cieków wodnych. Na południowym wschodzie grzbiet obniża się systematycznie na odcinku ok. 3,5 km aż po wyraźną przełęcz (Olochova jama, 1085 m). Na południowym zachodzie szczytowa kopuła Stolicy opada początkowo bardzo stromo ku niewybitnej przełączce (Harová, 1362 m), za którą na długości blisko 2,5 km ciągnie się szeroki, prawie równy odcinek grzbietu (Lehotská hoľa), ograniczony przełęczą zw. Faltenovo sedlo (1254 m). Stoki w większości strome lub bardzo strome, opadają ku dolinom lokalnych cieków wodnych, a wysokości względne w masywie wahają się od 300 do 640 m.

## Hydrografia
Masyw Stolicy leży w całości w dorzeczu Dunaju, jednak położony jest poza ważnymi wododziałami karpackimi. Na jej północnych stokach ma swe źródła rzeka Slaná, znana bardziej pod węgierską nazwą Sajó, która odwadnia również wschodnie stoki masywu. Stoki południowe odwadnia Lehotský potok, dopływ mającej również niedaleko swe źródła rzeki Štítnik, natomiast stoki zachodnie – źródłowe cieki potoku Ráztoka, należącego do dorzecza rzeki Muráň. Dopiero przez wspomniany wyżej szczyt Kyprov (ponad 2 km od Stolicy) przebiega wododział pomiędzy dorzeczami Hronu (na północy) i Slanej (na południu).

## Flora
Masyw Stolicy w ogromnej większości porastają lasy. W obrębie regla dolnego są to buczyny o składzie gatunkowym zależnym od podłoża, wysokości n.p.m. i ekspozycji. W obrębie regla górnego występuje karpacki bór świerkowy, w którym świerkowi towarzyszą jawor i jarzębina, w podszyciu rosną m.in. wiciokrzew czarny i porzeczka skalna, a w warstwie runa – m.in. wietlica alpejska, modrzyk górski, omieg górski, jaskier platanolistny i liczydło górskie. W najwyższych położeniach świerczyny rzedną, a w runie dominują borówka czarna i trzcinnik owłosiony. W przeszłości znaczne obszary na wierzchołku i najwyższych grzbietach pokrywały intensywnie wypasane polany. Dziś część z nich wtórnie zalesiono, część zarosła bliźniczką psią trawką, wśród której rosną również owsica pstra, tomka alpejska, pięciornik złoty, prosienicznik jednogłówkowy i rzadki fiołek żółty sudecki. Znaczne powierzchnie na połogim szczycie porasta śmiałek darniowy. Przy źródliskach potoków występują rzeżucha gorzka i wełnianka pochwowata, a przy źródłach Slanej rzadko bobrek trójlistkowy.

## Turystyka
Na szczycie znajduje się prosty, drewniany krzyż oraz metalowy "grzybek" z drogowskazami turystycznymi oraz puszką, mieszczącą "książkę wpisów".
Szczyt Stolicy jest węzłem znakowanych szlaków turystycznych. Wyprowadzają nań szlaki:
- od południowego wschodu z rozstajów Cúdenisko-Paseky zielony  2 h 15 (z powrotem 1 h 45);
- od południowego zachodu z Faltenoveho sedla przez przełęcz Harová niebieski  i zielony  1 h 45 (z powrotem 1 h);
- od północnego zachodu ze Slanskeho sedla niebieski  45 min. (z powrotem 25 min.), czerwony  (przez przełęcz Harová) 1 h 15 (z powrotem 45 min.).

Na szczycie Stolicy kończy się czerwono znakowany, dalekobieżny szlak turystyczny, tzw. Rudná magistrála.
Szczyt Stolicy był w przeszłości słynny z praktycznie dookolnej panoramy, jednak już od lat 80. XX w., ze względu na podrastający las świerkowy, widoki są coraz bardziej fragmentaryczne. Poszczególnych fragmentów panoramy trzeba szukać w różnych miejscach kopuły szczytowej. Interesujący widok rozpościera się zwłaszcza z polany Močidlá na północno-wschodnim ramieniu góry, zaczynającej się ok. 100 m od szczytu. Znajduje się na niej oryginalna wychodnia skalna, wyerodowana w formie skalnego stołu (miejsc. Jánošíkova skala). W zagłębieniu stoku poniżej północnego krańca polany znajduje się wspominane źródło Slanej.